# Alka
Alka, artiestennaam van Gerold Waterberg (Paramaribo, circa 1983/1984), is een Surinaams reggaezanger. Hij was zanger van de groep Youth Sedation en zong later met artiesten als Cetje, Jo-Ann en Tadja. Voor 2010 ging hij verder met een solocarrière.

## Biografie
Gerold Waterberg werd rond 1983/1984 geboren in Paramaribo en groeide op in Latour. Inspiratie haalt hij uit zijn ervaringen in Suriname, zoals uit het dorp Matawai, en het buitenland. Hij werd bekend om zijn romantische nummers over liefde en over stressvolle dingen in het leven, waarbij hij het belangrijk vindt dat de luisteraar een lach op zijn gezicht krijgt.
Hij was rond 2000 zanger van Youth Sedation. De muziekgroep viel voor 2010 uit elkaar, wat hij zelf beschouwde als een dieptepunt in zijn leven. Hij werkte daarna samen met artiesten als Cetje, Jo-Ann en Tadja. Hij ging met Jo-Ann op tour door Nederland met onder meer een optreden tijdens het Kwaku Festival in Amsterdam. Ondertussen vervolgde hij zijn muziekloopbaan solo. In 2009 bracht hij een album uit met nummers die hij eerder had uitgegeven. Hij had hits met Sabi na teng (2007), Schatjelief (2008), Pingen (2011) en Soema na yu (2015).
In 2011 verscheen opnieuw een cd van Alka, Pasensi (geduld), waarvoor hij langer de tijd had genomen om tot beter werk te komen. Op het album staan twintig nummers met verschillende onderwerpen die allemaal de titel van het album ondersteunen. Er werkten gastartiesten mee als Kenneth, Nancy, Poppe en Sheranza.
Sinds midden jaren 2010 zingt hij steeds vaker over realistische onderwerpen. In 2016 bracht hij zijn album Mi Styling uit. Een van de nummers is Code dat over de digitale tijd gaat waarin steeds meer gebruik gemaakt wordt van wachtwoorden. Hij nam het nummer op in zijn eigen studio en in de videoclip is zijn dochter te zien. In 2016 trad hij op tijdens het Moengo Festival.
In 2019 lanceerde hij zijn videoclip Er komt een tijd.

## Discografie
De volgende discografie is niet compleet
Albums
- 2009: verzamel-cd
- 2011: Pasensi
- 2016: Mi Styling

Singles
- 2007: Sabi na teng
- 2008: Schatjelief
- 2011: Pingen
- 2015: Soema na yu
- 2016: Code
- 2019: Er komt een tijd